# Синегорская (шахта)
Шахта «Синегорская» (ранее «Южно-Сахалинская») — закрытая угольная шахта в селе Синегорск, Сахалинской области.

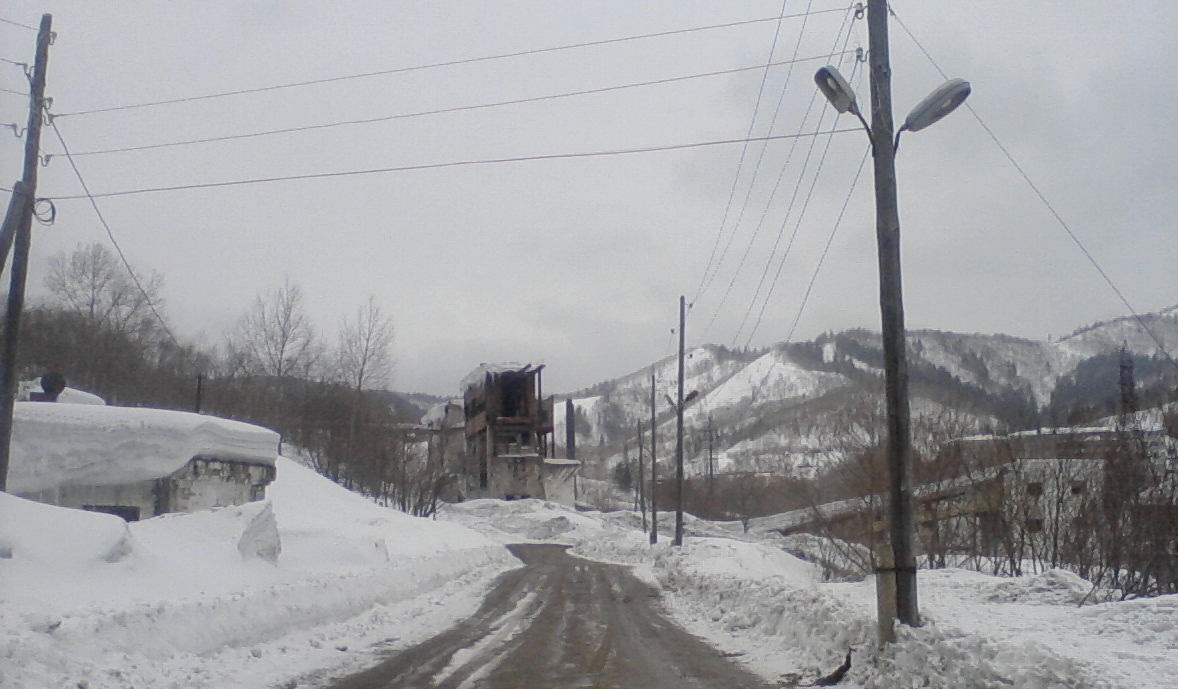
Шахта «Синегорская» в 2012 году

## История
Первый угольный участок был открыт в 1908 году. Но в результате неудобства он вскоре закрылся до 1913 года. Возникшая на его базе шахта «Каваками» стала частным японским предприятием с годовой добычей угля 10 тысяч тонн. К шахте была проведена железная дорога от станции Конума (Новоалександровск). В 1916 году шахта была приобретена концерном «Мицуи». На шахте работали завербованные, а впоследствии мобилизованные корейские рабочие. Динамика промышленной добычи угля на шахте «Каваками» составляла:
- 1932 год — 175,8 тыс. т
- 1933 год — 190,2 тыс. т
- 1934 год — 260,3 тыс. т
- 1935 год — 306,6 тыс. т

К 1945 году шахта могла обеспечить добычу угля до 200 тысяч тонн в год. Незадолго до прихода Советских войск шахта была затоплена. В феврале 1946 года шахта была передана в ведение комбината «Сахалинуголь». Находившееся в Синегорске слесарно-механические и две литейные мастерские стали её подсобными цехами. В тот период добывалось 750 тонн угля в сутки, на подземных работах было занято 1327 человек, в основном японцы и корейцы. На тот момент в работе находилось 7 электровозов, 30 бурильных и 30 отбойных молотков, 3 вентилятора и 4 компрессора. Ежедневный невыход на смену составлял почти 9 процентов работающих.
В 1947 году шахту покинуло 1363 человека. В течение 1946—1947 годов произошло около 30 аварий и почти 500 несчастных случаев с десятками человеческих жертв.
В 1949 году положение ещё более ухудшилось. Шахта осталась без очистного фронта. 25 сентября возник подземный пожар, который на длительное время вывел шахту из строя. В результате несчастных случаев и аварий погибло 26 человек. Остановилась почти на 3 месяца электростанция. В развалившемся состоянии находились обогатительная фабрика и подвижной состав. Будучи практически полностью парализованной, шахта недодала в 1949 году почти 120 тысяч тонн угля. Убыток составил 9,2 миллиона рублей.
В 1950 году наметились перемены к лучшему, был обеспечен прирост добычи угля на 43 процента. Спустя пять лет шахта выполнила план угледобычи.Но для этого потребовалось внедрить метод цикличной работы, пустить в действие 2 новые лавы, 3 породоразгрузочные и 4 углепогрузочные машины, обустроить полевые штреки, переоборудовать системы терриконов и весь поверхностный комплекс. Вместо волокуш и тележек для доставки леса были построены канатно-подвижные дороги, связавшие шахту с лесоучастком «Загорск». Шахта уверенно набирала темпы работы и в 1958 году был превзойдён рубеж в 1000 тонн в сутки.
В 1979 году завершилась реконструкция шахты, длившаяся почти 30 лет. Генеральным подрядчиком до 1961 года выступал трест «Сахалиншахтострой», а в дальнейшем стройтрест №1 объединения «Сахалинстрой». В 1979 году была достигнута рекордная выемка угля — 380 тысяч тонн. Однако в 1981 году набранные темпы работы были парализованы в связи с тайфуном «Филлис». Оказались разрушены горные выработки, производственные здания и сооружения, жилые дома, система водоснабжения и подъездные пути. Общий материальный ущерб исчислялся в 2.5 миллиона рублей.
В последующие годы на шахте были введены в эксплуатацию теплоэлектростанция, центральная распределительная подстанция, новые ЛЭП, электровозное депо, терриконник, очистные сооружения, подкрановые пути. Проведены монтаж подъёмно-кранового оборудования и реконструкция железнодорожной станции. Построены новый горизонт шахты, технологический комплекс конвейерного ствола, поверхностный комплекс, обогатительная фабрика. Значительно улучшились условия труда и быта шахтёров. Для горняков было построено 32 тысячи квадратных метров жилья, дом культуры, столовая, детские дошкольные учреждения, школа, поликлиника и другие объекты социального значения.
В годы реструктуризации угольной промышленности шахта едва держалась на плаву. Добыча угля упала с 287 тысяч тонн в 1990 году до 67 тысяч тонн в 1998 году. Преобразование шахты в ООО Шахта «Синегорская» не изменило положение. С 2003 года шахта являлась банкротом. В 2004 году шахта окончательно закрыта, впоследствии затоплена, входы заблокированы.